# Дирутенийскандий
Дирутенийскандий — бинарное неорганическое соединение
скандия и рутения
с формулой ScRu2,
кристаллы.

## Получение
- Сплавление стехиометрических количеств чистых веществ:

{\displaystyle {\mathsf {Sc+2Ru\ {\xrightarrow {1840^{o}C}}\ ScRu_{2}}}}

## Физические свойства
Дирутенийскандий образует кристаллы
гексагональной сингонии, пространственная группа P 63/mmc, параметры ячейки a = 0,5119 нм, c = 0,8542 нм, Z = 4,
структура типа дицинкмагния MgZn2 (фаза Лавеса)
.
Соединение образуется по перитектической реакции при температуре 1840°C 
или конгруэнтно плавится при температуре 1820°C .